# Il potere delle parole
Il potere delle parole (The Power of the Words), tradotto anche come Potenza della parola e La potenza delle parole, è un racconto breve scritto da Edgar Allan Poe. La storia, come Dialogo di Eiros e Charmion è scritta in forma di dialogo tra due interlocutori ed è ascrivibile, anziché al genere dell'orrore, a quello della fantascienza. La conversazione filosofica tra i due protagonisti vede come argomento alcune tesi formate dai filosofi greci Anassimene e Aristotele.
È stato tradotto per la prima volta in italiano nel 1900.

## Trama
Questo breve racconto è composto da un dialogo tra due entità una volta umane e ora immortali, Oinos e Agathos, che parlano di Dio e della creazione. Essendo Agathos più anziano di Oinos, è il primo che cerca di rispondere ai dilemmi del secondo.